# Dan Lempe
Dan Lempe (Grand Forks, Észak-Dakota, 1957. március 2. –) amerikai jégkorongozó.

## Pályafutása
Komolyabb junior karrierjét a minnesotai Grand Rapids középiskolai csapatában kezdte 1973-ban. 1976-ig volt középiskolás. 1976 második felétől felvételt nyert a University of Minnesota-Duluthon. Az egyetemen négy idényt töltött és a legjobb szezonjában 37 mérkőzésen 64 pontot szerzett. Az 1977-es NHL-amatőr drafton a Colorado Rockies választotta ki a hatodik kör 92. helyén. A National Hockey League-ben sosem játszott. Az egyetem után az CHL-es Fort Worth Texansban kezdte meg felnőtt pályafutását. A következő idényt is itt töltötte. 1982-1983-ban átment Európába a német ligába egy évre. Az 1983-1984-es idényből négy mérkőzést az IHL-es Fort Wayne Kometsben töltötte majd ezután visszavonult.

## Díjai
- Minnesotai középiskolai bajnok: 1975, 1976
- WCHA All-Star Második Csapat: 1977, 1980
- University of Minnesota-Duluth Az Év Újonca: 1977